# Charles C. Van Zandt

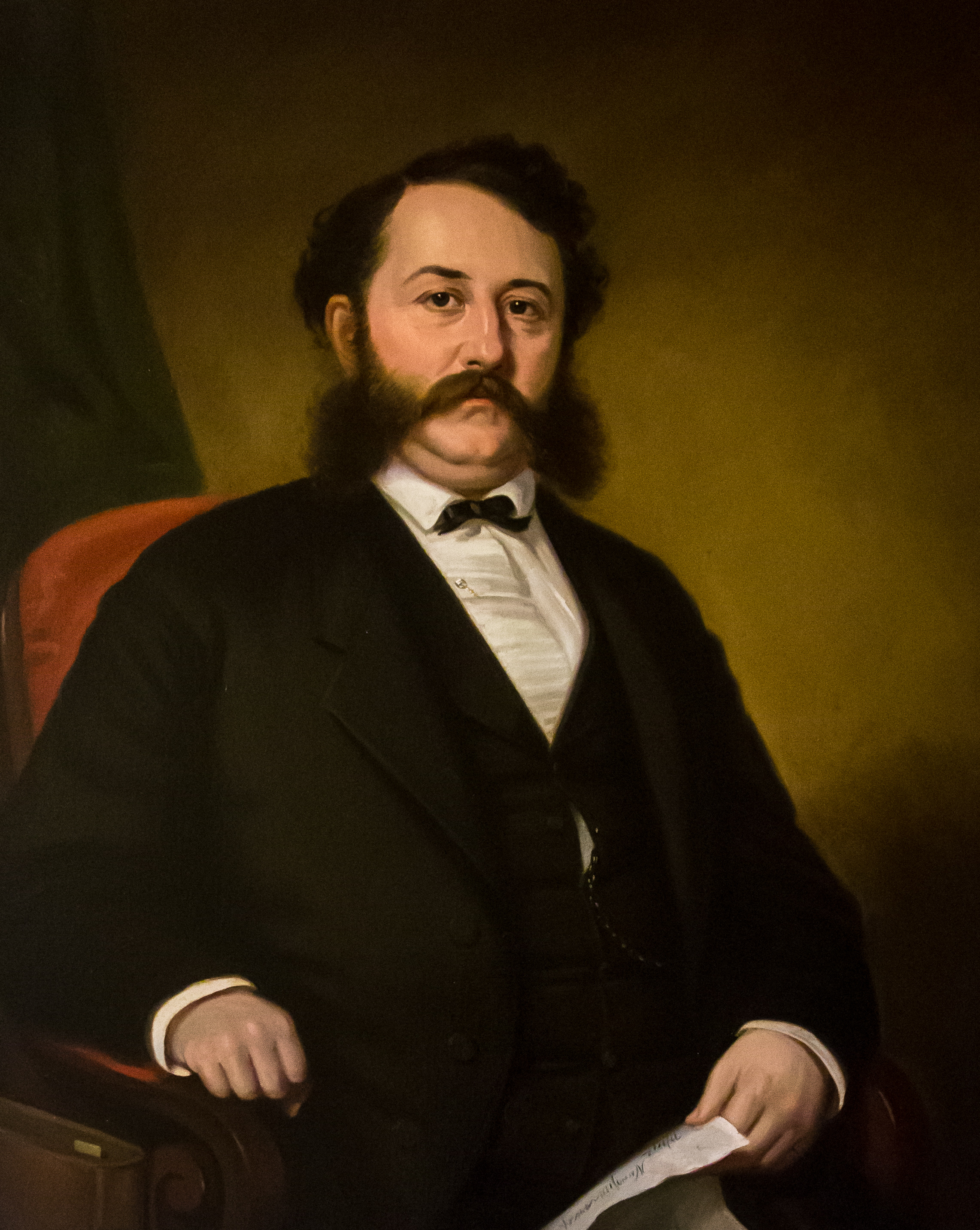
Charles C. Van Zandt

Charles Collins Van Zandt (* 10. August 1830 in Newport, Rhode Island; † 4. Juni 1894) war ein US-amerikanischer Politiker und von 1877 bis 1880 Gouverneur des Bundesstaates Rhode Island.

## Frühe Jahre
Charles Van Zandt besuchte das Trinity College in Hartford in Connecticut. Nach einem Jurastudium und seiner 1853 erfolgten Zulassung als Rechtsanwalt begann er in Newport in seinem neuen Beruf zu arbeiten. Zwei Jahre später wurde er Anwalt dieser Stadt und Protokollführer im Repräsentantenhaus von Rhode Island. Im Jahr 1857 wurde er selbst als Abgeordneter in dieses Gremium gewählt, und ein Jahr später war er Präsident des Hauses.

## Politischer Aufstieg und Gouverneur von Rhode Island
Van Zandt war Mitglied der Republikanischen Partei. Von 1869 bis 1870 war er Mitglied des Staatssenats. Von 1873 bis 1875 war er als Vizegouverneur Stellvertreter von Gouverneur Henry Howard. Im Jahr 1877 wurde er als Kandidat seiner Partei und der Prohibitionsbewegung zum Gouverneur seines Staates gewählt. Nachdem er in den folgenden beiden Jahren jeweils in seinem Amt bestätigt wurde, konnte er zwischen dem 29. Mai 1877 und dem 25. Mai 1880 als Gouverneur regieren. In dieser Zeit förderte er den Ausbau des Schulsystems in seinem Staat. Van Zandt war damals auch als guter Autor und Redner bekannt.
Nach dem Ende seiner Gouverneurszeit wurde ihm von Präsident Rutherford B. Hayes der Posten des US-Botschafters in Russland angeboten, den er aber ablehnte. Charles Van Zandt starb im Juni 1894. Er war mit Arazelia Greene Porter verheiratet.